# 红松盆距兰
红松盆距兰（学名：Gastrochilus raraensis）为兰科盆距兰属下的一个种。

## 扩展阅读
- 維基物種上的相關：红松盆距兰